# Chiesa di San Giacomo Apostolo (Torricella Peligna)
La chiesa di San Giacomo Apostolo è la parrocchiale di Torricella Peligna, in provincia di Chieti e arcidiocesi di Chieti-Vasto; fa parte della zona pastorale di Casoli.

## Storia
La prima citazione che certifica l'esistenza della chiesa di Sanctu Jacobbi de Turricella risale al 1173 ed è contenuta in una bolla di papa Alessandro III.
L'edificio subì alcuni danni in occasione dell'evento sismico del novembre 1461, che devastò un'ampia zona dell'Abruzzo.
Nella relazione della visita del 1568 dell'arcivescovo di Chieti Giovanni Oliva la chiesa è attestata come extra moenia e come abbazia con cura d'anime.
Nel 1782 questo luogo di culto fu oggetto di un ampio restauro; al medesimo secolo risalgono molte decorazioni e molte suppellettili che lo arricchiscono.
Tra il 1861 e il 1868 il campanile venne interessato da un Intervento di consolidamento e di ristrutturazione, mentre la chiesa dovette essere restaurata in seguito al terremoto del 1904.
La parrocchiale venne gravemente danneggiata durante il secondo conflitto mondiale, tanto che nel dopoguerra fu interessata da un importante ripristino.
L'adeguamento liturgico secondo le usanze postconciliari fu eseguito nel 1980 mediante l'aggiunta dell'altare rivolto verso l'assemblea.

## Descrizione

### Esterno
La facciata a salienti della chiesa, rivolta a sudovest, è suddivisa da una cornice marcapiano in due registri, entrambi scanditi da lesene; quello inferiore presenta al centro il portale maggiore timpanato, ai lati due finestre e sulla sinistra anche un ingresso minore, mentre l'ordine superiore è caratterizzato da una finestra e coronato dal frontone triangolare.
Annesso alla parrocchiale è il campanile a base quadrata, la cui cella presenta su ogni lato una monofora a tutto sesto ed è coronata da una balaustra.

### Interno
L'interno dell'edificio si compone di tre navate, separate da pilastri sorreggenti archi a tutto sesto e abbelliti da lesene sorreggenti, sopra i quali corre la trabeazione modanata e aggettante su cui si impostano le volte, a botte sulla navata centrale e a vela su quelle laterali; al termine dell'aula si sviluppa il presbiterio, leggermente rialzato, ospitante l'altare maggiore e chiuso dall'abside di forma semicircolare.